# Charlie Laine
Charlie Laine (ur. 31 stycznia 1984) – amerykańska aktorka filmów pornograficznych i modelka erotyczna. Występowała także jako Laine i Charlie Lane.

## Życiorys
Urodziła się w Marion w stanie Wisconsin. Kariery w branży pornograficznej rozpoczęła w 2002 roku, kiedy została modelką erotyczną, a wkrótce wystąpiła w pierwszych pornograficznych produkcjach. 
Mimo naturalnie brązowych włosów w filmach najczęściej występowała w kolorze rudym. Najczęściej grała w filmach ze scenami masturbacji oraz lesbijskimi.
W 2006 roku została wybrana na okładkę miesiąca czasopisma Penthouse a także wystąpiła w sesji fotograficznej dla magazynu Hustler.
W 2006 i 2008 roku gościła w programie Howarda Sterna.
W 2007 roku podjęła się produkcji filmów pornograficznych, stworzyła dwie strony o tematyce erotycznej a także współpracowała z innymi reżyserami z branży erotycznej. 
Spotykała się z aktorem porno Randym Westem, Lexie Marie i Jesse Jane (2006).

## Nagrody i nominacje
| Rok  | Nagroda   | Kategoria                                        | Film                                     | Inni wykonawcy                   | Rezultat  |
| ---- | --------- | ------------------------------------------------ | ---------------------------------------- | -------------------------------- | --------- |
| 2006 | AVN Award | Najlepsza scena seksu solo                       | Blu Dreams: Sweet Solos (2005)           | –                                | Nominacja |
| 2007 | AVN Award | Najlepsza scena seksu samych dziewczyn - film    | Valentina (2006)                         | Monica Mendez i Valentina Vaughn | Nominacja |
| 2007 | AVN Award | Najlepsza scena seksu samych dziewczyn - film    | Valentina (2006)                         | Bobbie Blair                     | Nominacja |
| 2007 | AVN Award | Najlepsza wykonawczyni                           | –                                        | –                                | Nominacja |
| 2009 | AVN Award | Najlepsza scena seksu triolizmu samych dziewczyn | Jack's Playground: Big Ass Show 7 (2007) | Jana Cova i Karlie Montana       | Nominacja |